# Caph

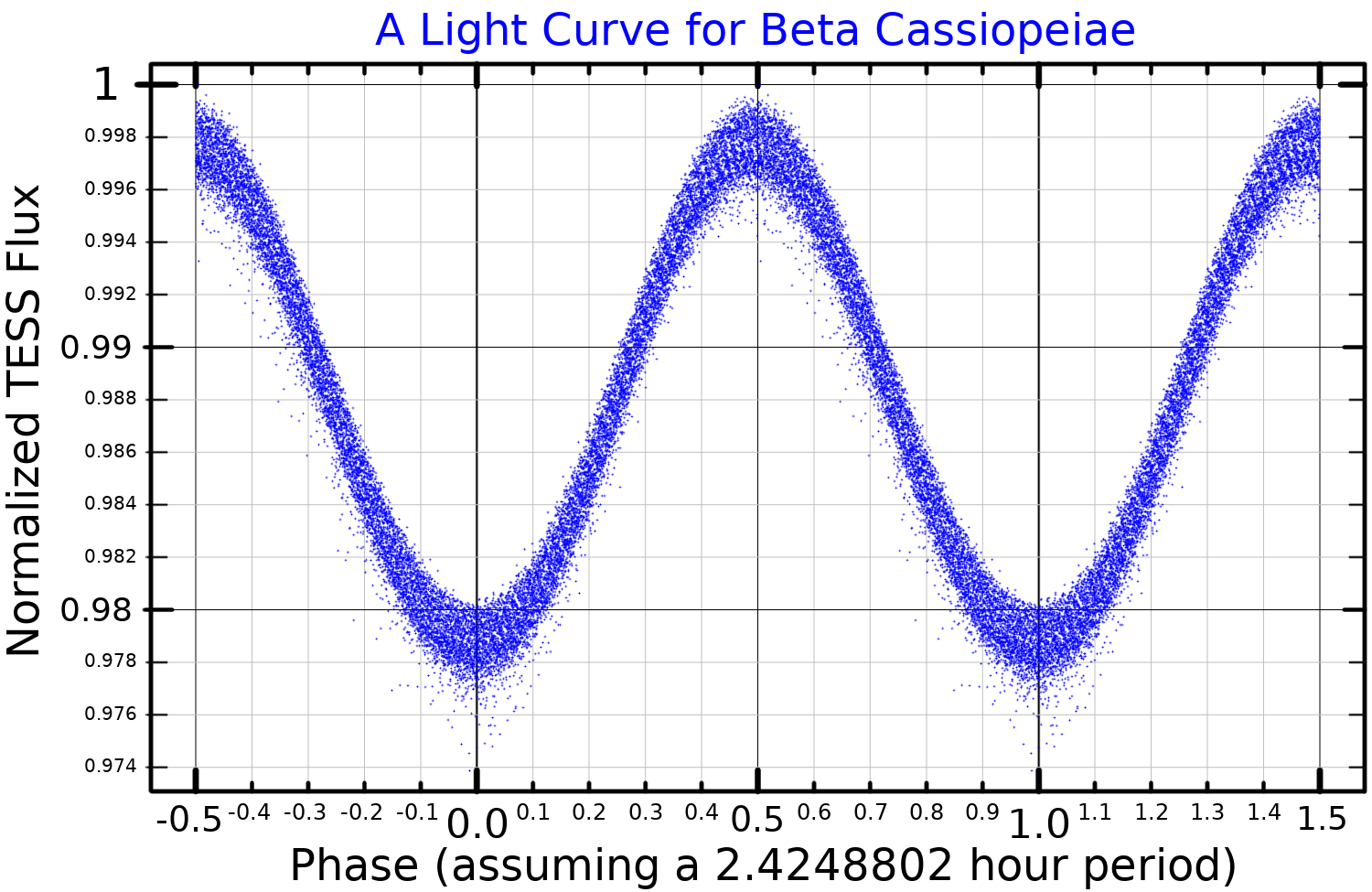
Lichtkromme van Caph

Caph (beta Cassiopeiae) is een heldere ster in het sterrenbeeld Cassiopeia.
De ster staat ook bekend als Chaph, Kaff en Al Sanam al Nakah.